# Ананд Такер
Ананд Такер (англ. Anand Tucker; народився 24 червня 1963, Бангкок) — британський режисер і продюсер.
Народився в Бангкоку, Таїланд.
Переїхав до Великої Британії у віці вісімнадцяти років.
Почав кар'єру як режисер телевізійних програм та реклами. У кіно дебютував як режисер кількох епізодів серіалу «Голий спорт» (1993).
Ананд Такер є співвласником продюсерської компанії «Арчер-стріт».

## Фільмографія

### Режисер
| Назва                                | Мовою оригінала                          | Рік  |
| ------------------------------------ | ---------------------------------------- | ---- |
| Заміж у високосний рік               | Red August                               | 2010 |
| Червоний райдінг: 1983               | Red Riding: In the Year of Our Lord 1983 | 2009 |
| Коли ти востаннє бачив свого батька? | And When Did You Last See Your Father?   | 2007 |
| Продавчиня                           | Shopgirl                                 | 2005 |
| Гіларі і Джекі                       | Hilary and Jackie                        | 1998 |
| Сент-Екзюпері                        | Saint-Ex                                 | 1996 |
| Божевільний футбол                   | Football Crazy                           | 1994 |

### Продюсер
| Назва                       | Мовою оригінала           | Рік  |
| --------------------------- | ------------------------- | ---- |
| Провокатор                  | Incendiary                | 2008 |
| Дівчина з перловою сережкою | Girl with a Pearl Earring | 2003 |
| Безпутня Роза               | Rambling Rose             | 1991 |
| Королівський суд Таїланду   | Royal Court of Thailand   | 1998 |